# Kiyomizu-dera
Kiyomizu-dera (jap. 清水寺) – buddyjski kompleks świątynny w Kioto w Japonii, usytuowany nad miastem, we wschodniej dzielnicy Higashiyama, na zalesionych zboczach góry Otowa. Odgrywał ważną rolę w historii Japonii przez ostatnie 1000 lat. Budowle zespołu były wielokrotnie niszczone i odbudowywane. Dziś kompleks ten jest jednym z najważniejszych obiektów dziedzictwa kulturowego Japonii i celem licznych odwiedzin turystów. W grudniu 1994 został wpisany na listę światowego dziedzictwa UNESCO jako część zespołu zabytkowego dawnego Kioto, Uji i Ōtsu.

## Opis
Pełna nazwa kompleksu składającego się z wielu pawilonów brzmi Otowa-san Kiyomizu-dera, co oznacza „świątynię czystej wody góry Otowa”. Pochodzi ona od pobliskiego wodospadu, który powstał na strumieniu wypływającym z zalesionych zboczy.
Pierwszą świątynię w tym miejscu założył około 794 r. buddyjski mnich Enchin pod wpływem wizji, w której otrzymał polecenie odszukania źródła czystej wody. W tym samym roku cesarz Kammu, przenosząc stolicę z Nagaoka-kyō do nowej siedziby w Kioto, podarował budynek ze starą salą tronową głównemu generałowi Tamuramaro Sakanoue, jako nagrodę za służbę wojskową. Ponieważ generał był żarliwym wyznawcą bogini Kannon, przekazał budynek Enchinowi, z przeznaczeniem na główną jej świątynię. Zabudowania zniszczył pożar w 1629 r.
Główny pawilon (hondō) jest poświęcony Kannon. Podobnie jak wiele innych budowli, które uległy pożarom, został odbudowany i zmodernizowany w latach 1631–1633 przez Iemitsu Tokugawę, III sioguna z rodu Tokugawa. Malownicze usytuowanie budynku oraz taras wsparty przez sześciopiętrową konstrukcję stanowią główną atrakcję dla turystów i zapewniają piękny widok na miasto i okolicę.
U stóp głównego pawilonu świątyni znajduje się wodospad Otowa no taki. Jego spadająca woda jest podzielona na trzy strumienie. Uważa się, że picie wody z każdego z nich przynosi inną korzyść: długowieczność, sukcesy w nauce, szczęście w miłości. Pić jednak można tylko z jednego, gdyż inaczej pijący będzie uważany za zachłannego, chciwego.
W zespole Kiyomizu jest jeszcze kilka świątyń. Szczególnie warto wspomnieć o chramie shintō Jishu-jinja, poświęconym kami Ōkuninushi no Mikoto, dawcy m.in. zdobyczy cywilizacyjnych, patronowi rolnictwa i małżeńskiego szczęścia. Obok niego, w odległości 18 m od siebie, stoją dwa kamienie miłości. Zgodnie z legendą, jeżeli ktoś samotny przejdzie z zamkniętymi oczami od jednego głazu do drugiego, powtarzając imię ukochanej osoby, zapewni sobie szczęście w miłości i powodzenie dla związku.
Obecnie kompleks jest główną świątynią buddyjskiej sekty Hossō-shū (dosł. przejawy zasad, chiń. faxiang), jednej z najstarszych w Japonii, stworzonej przez mnicha Dōshō w 661 r.

## Galeria

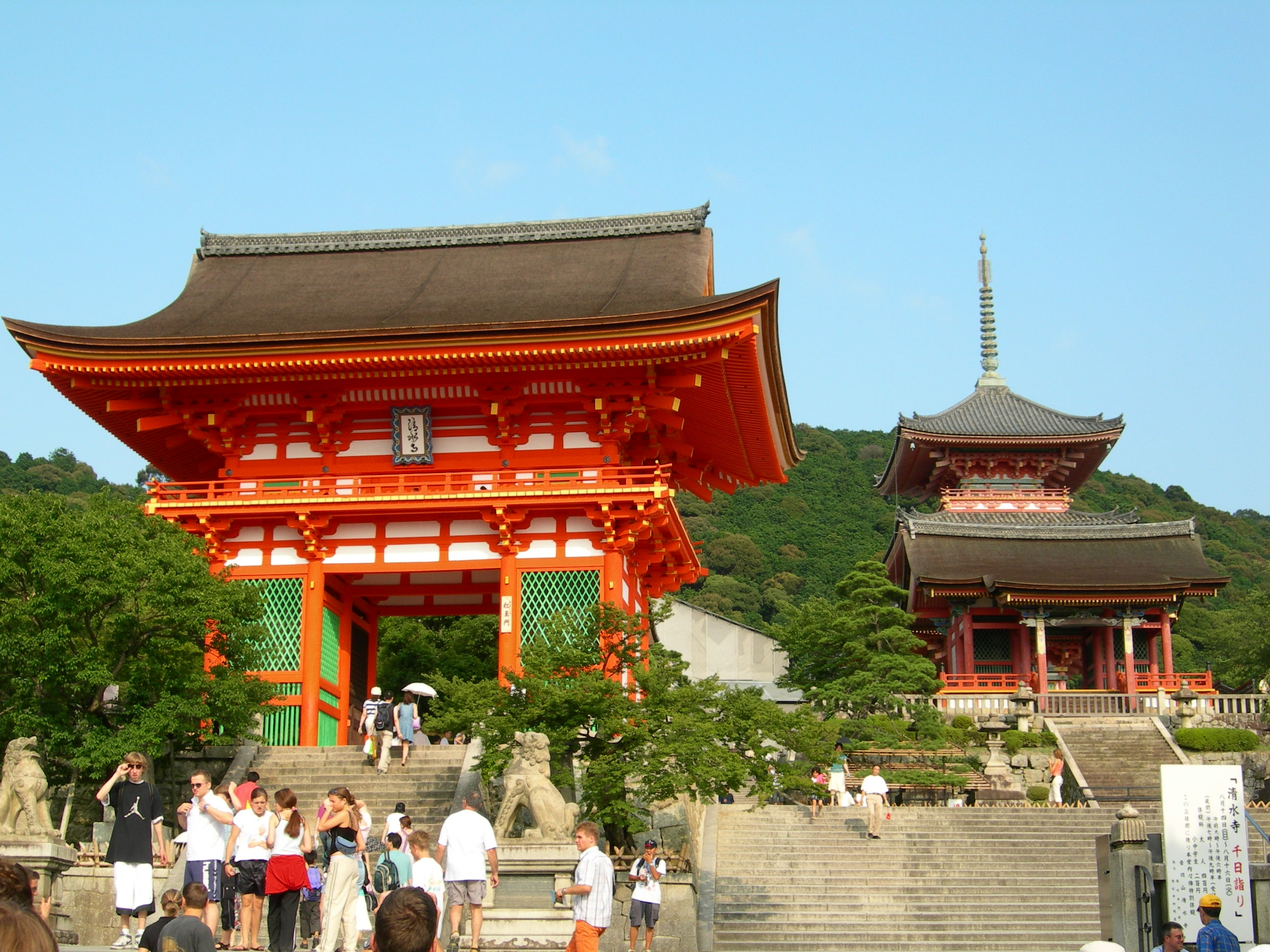
Brama Niō-mon, w głębi po prawej brama Sai-mon i dach pagody
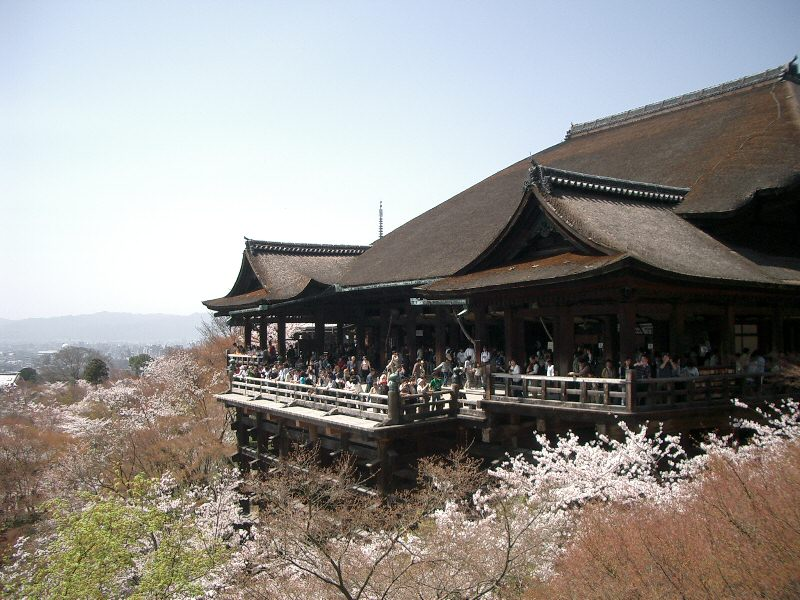
Główny budynek
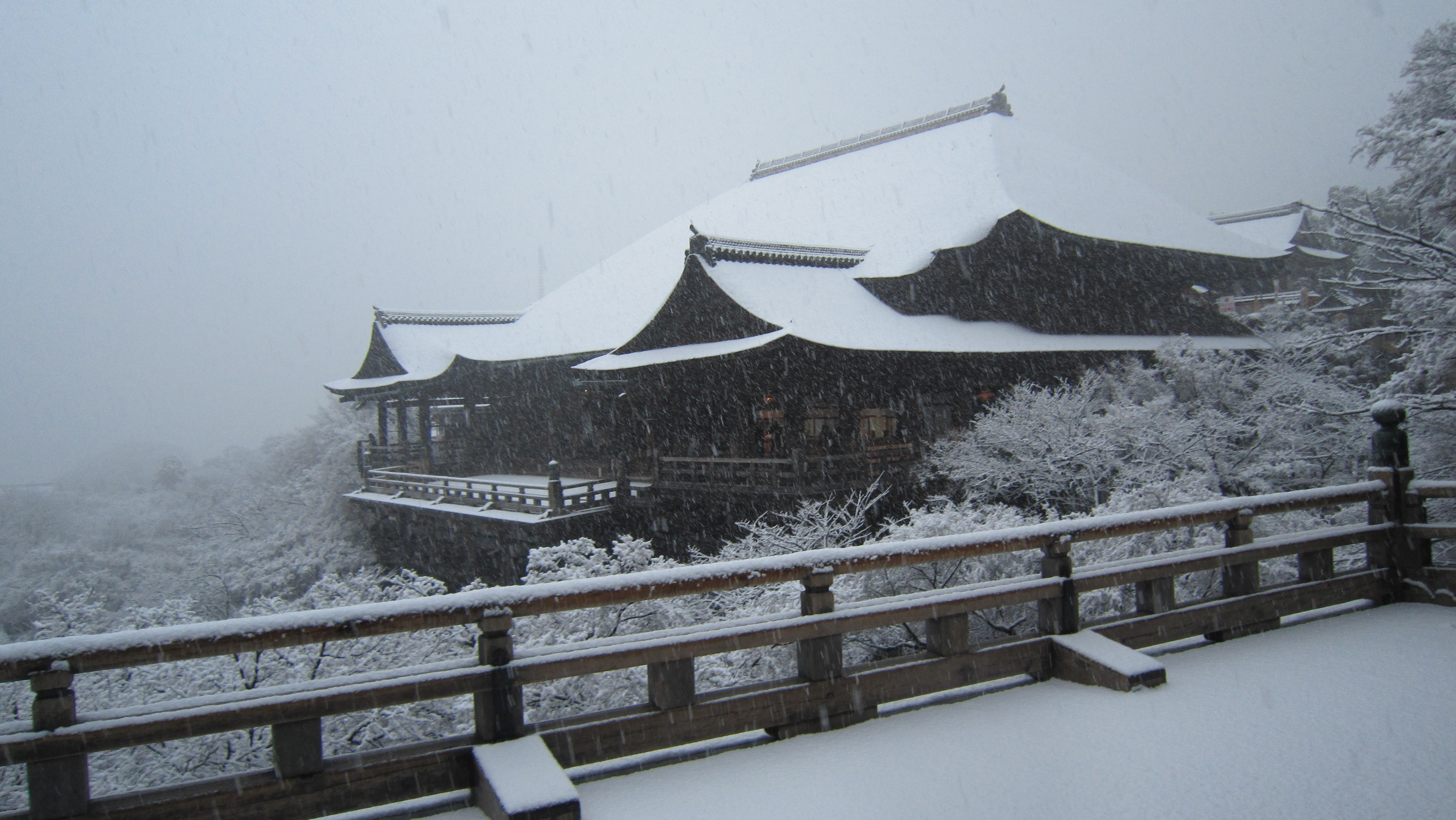
Klasztor w zimie
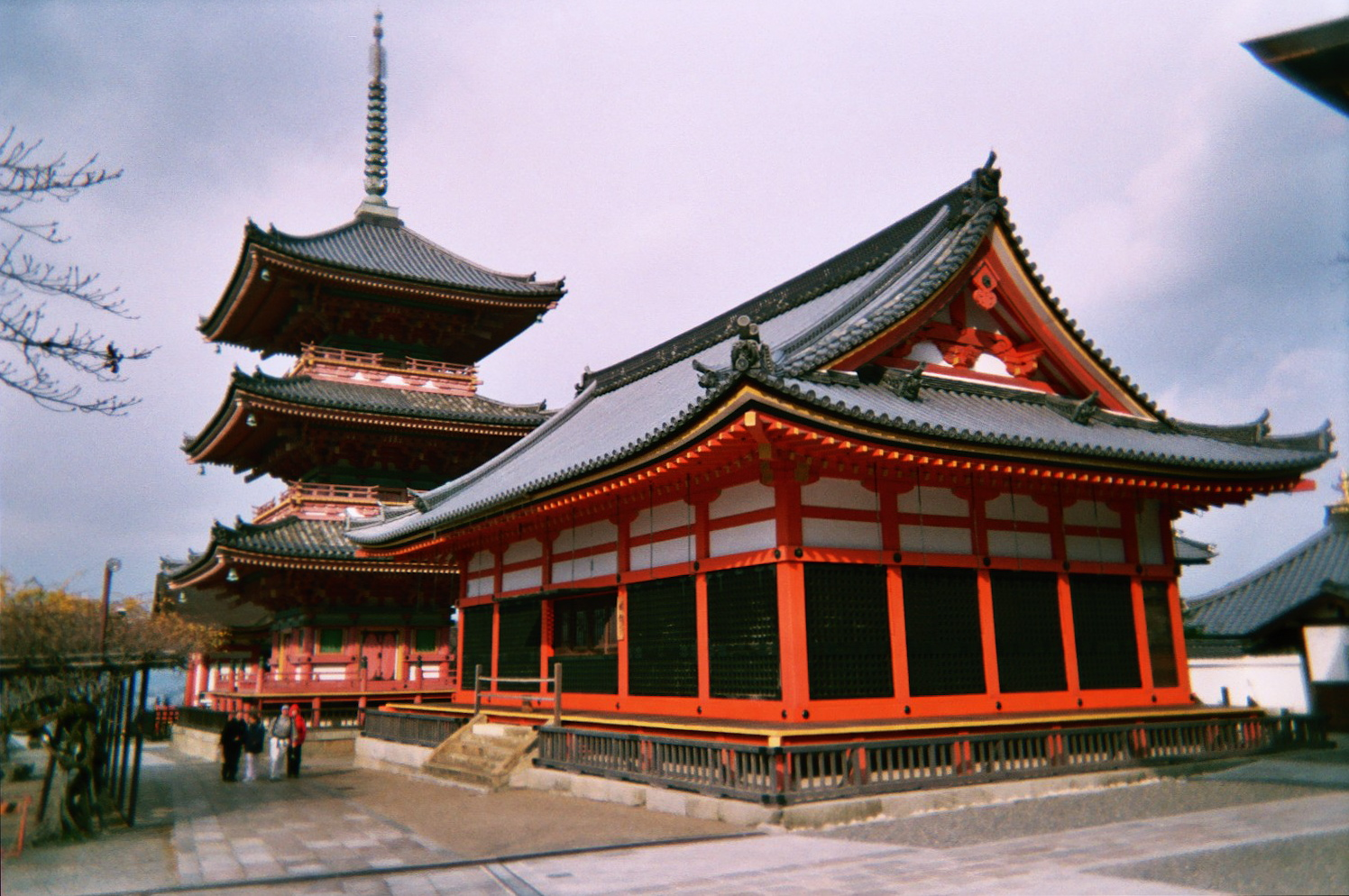
Pagoda z przyległym budynkiem
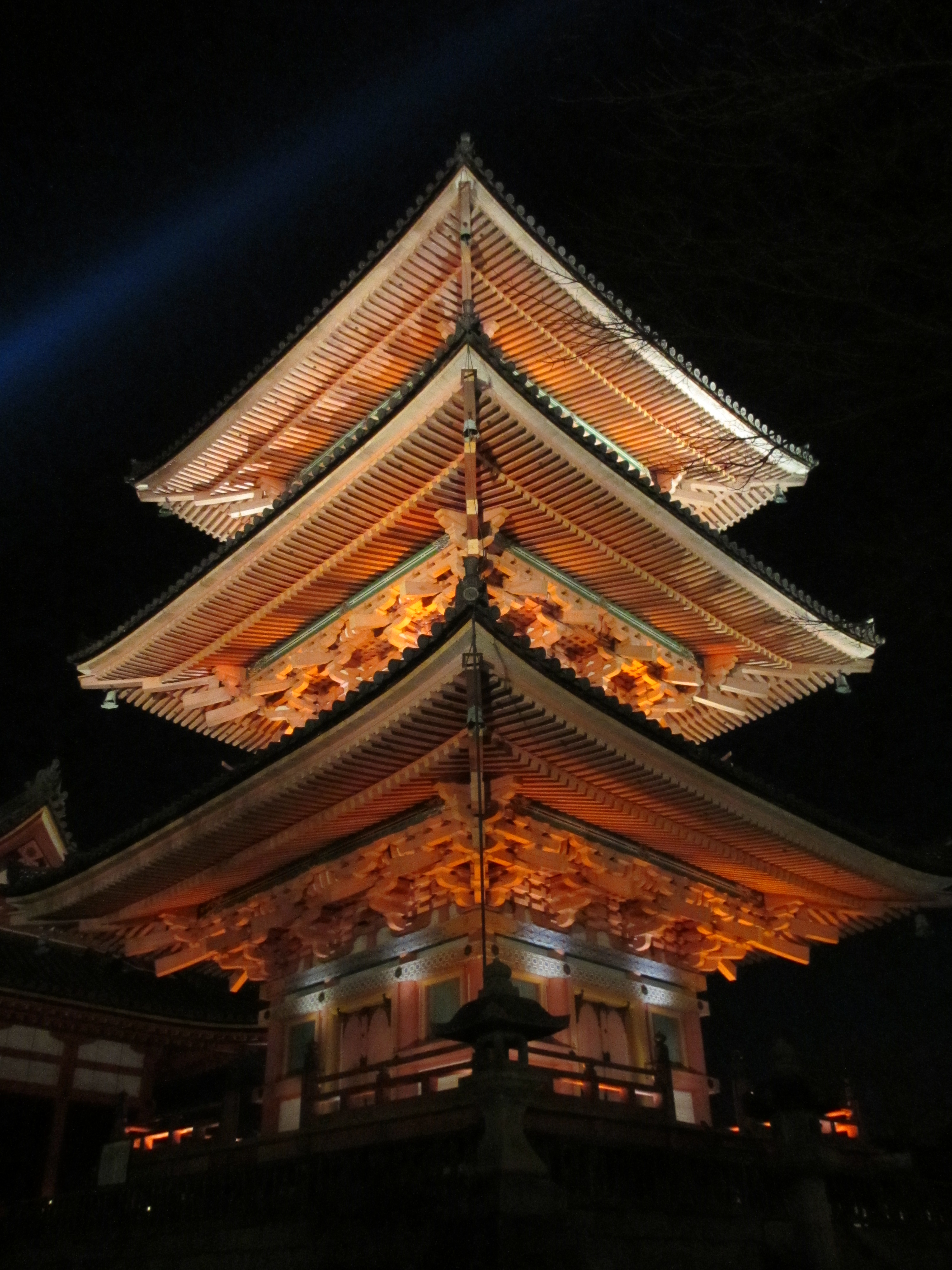
Pagoda nocą
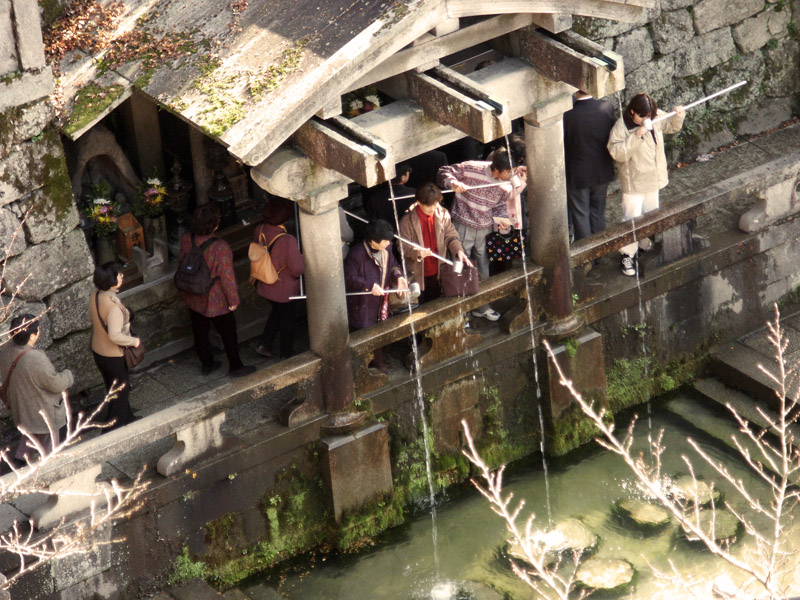
Trzy strumienie wodospadu Otowa no taki
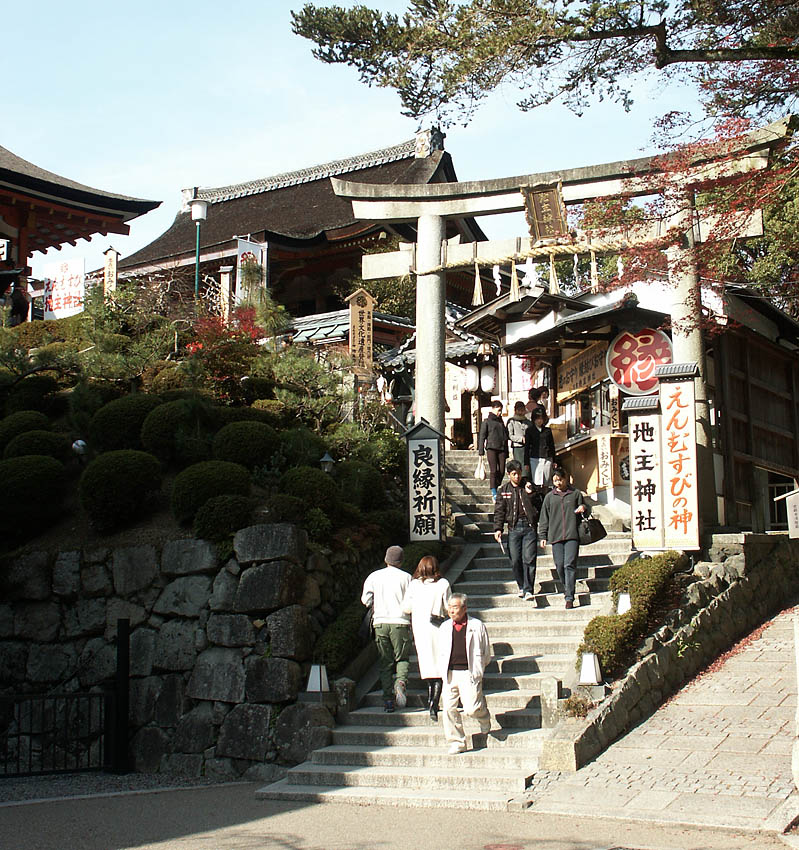
Torii (brama) do chramu Jishu-jinja